# KTGM
KTGM (ABC 7) es una televisora ubicada en Barrigada, Guam (con licencia en Tamuning, Guam) que transmite en el canal análogo 14, el canal digital 17 y el canal de cable 7. La estación es propiedad de Sorensen Television Systems, Inc. y es la estación afiliada a la ABC para el territorio estadounidense de Guam.

## Historia
KTGM salió al aire en 1987 como un afiliado dual de ABC, CBS y FOX. A finales de los años 90 terminó sus afiliaciones con FOX y CBS, enfocándose solamente en la programación de ABC. Entre 2002 y 2005, KTGM también llevó la programación de WB (anteriormente llevada a la zona por KUAM-LP).
KTGM se ubicaba anteriormente en el tercer piso del edificio Atlántica en 692 North Marine Drive en Upper Tumon (Municipalidad de Tamuning). Posteriormente, KTGM se trasladó a un edificio comercial en Route 16 (actualmente conocido como Army Drive) en Barrigada Heights en 2003.
Originalmente operada por Island Broadcasting Inc. (el cual también era propietario de la señal), KTGM fue comprada por Sorensen Media Group (poseedor de 5 radioemisoras en Guam y Saipán, y adicionalmente 3 televisoras) en 2005. Poco después, trasladó su señal de cable del canal 14 al 7.

## Programación
Debido a que Guam está un día adelantado a Estados Unidos continental y que la mayoría de los programas llegaban en cintas desde California, KTGM transmitía la mayoría de los programas de ABC con una semana de retraso (excepto los que estuvieran disponible a través de satélites). Con los avances en las comunicaciones, KTGM ahora emite la programación completa de ABC en el mismo día (sólo unas pocas horas por delante de Hawái).
Los programas de ABC Sports son emitidos con un pequeño retraso, y a menudo en medio de la noche, a la hora de Guam.
Además, KTGM repite varios de los programas infantiles y estelares de ABC (como Ugly Betty) durante la semana luego de su estreno original, marcando la diferencia con las otras afiliadas a ABC, ya que esta es la única que realiza este tipo de repeticiones.

## Noticias y el tiempo
KTGM transmite cada hora segmentos con el pronóstico del tiempo, los cuales fueron redoblados con el "ABC14 WeatherCenter" entre 1999 y diciembre de 2002 (El WeatherCenter no volvió a salir al aire luego del super-tifón Pongsona).
La alianza con Sorensen permitió que KTGM compartiera recursos con las radioemisoras de Sorensen, y ello logró que las operaciones de noticias de KGUM-AM se expandieran a la televisión. Las noticias vespertinas de KTGM comenzaron a transmitirse en el verano de 2005, finalizando con el monopolio de noticias locales de KUAM desde 1998.
Además, las noticias de PNC TV se transmiten en vivo cada noche a las 6 p. m., luego se retransmiten en KEQI (FOX-6) a las 7 p. m. y 10:30 p. m., así como en KTGM luego del prime-time de ABC a las 10 p. m.